# Phoenixauchenia
Phoenixauchenia é um gênero extinto de litopterno da família Macraucheniidae. A única espécie descrita é Phoenixauchenia tehuelcha.